# Ulrich Brugger
Ulrich Brugger (República Federal Alemana, 1 de abril de 1947) es un atleta alemán retirado especializado en la prueba de 3000 m, en la que consiguió ser medallista de bronce europeo en pista cubierta en 1972.

## Carrera deportiva
En el Campeonato Europeo de Atletismo en Pista Cubierta de 1972 ganó la medalla de bronce en los 3000 metros, llegando a meta en un tiempo de 8:05.07 segundos, tras los soviéticos Juris Grustins y Yuriy Aleksashin.